# ビル・ヴァンパテン
ビル・ヴァンパテン（Bill VanPatten）は、ミシガン州立大学スペイン語・第二言語習得論講座の元教授。専門は第二言語習得論で、心理言語学、応用言語学、および認知心理学の知見を参照しつつ、理論と実践の両側面から研究している。

## 研究
ヴァンパテンは、スペイン語学習のための教育番組「Destinos」の制作者だった。
彼は第二言語習得におけるインプット処理の理論に取り組み、第二言語学習者がインプットをいかに処理するかについての説明を与えようとした。この名称を初めて用いたのはヴァンパテンである。彼は多言語が用いられる家庭環境で育ったので、言語を話す、読む、書くことができることが有する大きな利点を強く信じている。ヴァンパテンが言うには、ほとんどの人は言語を静的なものと見なし、練習して学ぶべき単一の法則が存在すると考えており、練習によってそうした法則が十分に関連性を得た場合は頭に貯蔵される、という風に捉えられている。
しかしヴァンパテンの考えでは、言語を学習するにはまず聴覚と視覚を通じて言語を処理し、それによって徐々に言語システムを構築するために十分なデータを取り入れる必要がある。この理論を例証するものとしてヴァンパテンが言及する事例によれば、人にいくつかの言語のチャンクを与え、それを何らかの仕方で処理するように仕向けさえすれば、脳内でいかにして言語が発達するかが分かる。

## 著作[1]
- Dust Storm: Stories from Lubbock[2]
- From Input To Output: A Teacher's Guide to Second Language Acquisition
- Making Communicative Language Teaching Happen (with James F. Lee)
- Theories in Second Language Acquisition: An Introduction (with Jessica Williams)
- Key Terms in Second Language Acquisition (with Alessandro G. Benati)
アレッサンドロ・ベナティ共著、白畑知彦、鈴木孝明監訳、川﨑貴子、近藤隆子、須田孝司、藤森敦之訳『第二言語習得キーターム事典』開拓社、2017年
- Studies in Second Language Acquisition (with Susan Gass)[3]
- Research in Second Language Processing and Parsing" (with Jill Jegerski)[4]